# Moftangii
Moftangii este o operă literară scrisă de Ion Luca Caragiale.